# Доситей Обрадович
Димитър Обрадович, приел по-късно монашеското име Доситей Обрадович (на сръбски: Доситеј Обрадовић) е сръбски писател, поет, философ рационалист, педагог, книжовник и народен будител.
Първата българка, превела Обрадович на български, е Станка Николица-Спасо-Еленина.

## Биография
Роден е ок. 1739 или 1742 г. в Чаково, (в Банат) дн. Румъния. Приема монашеството през 1757 г. Посещава много страни на Балканите и Мала Азия, Италия, Германия, Франция, Англия, Австрия и Русия. Ходил е във Видин и Букурещ. В Хале, Германия се записва студент и захвърля расото.
В края на 18 век обявява, че ще пише на простонароден език, който да бъде разбиран не само от образовани хора, но и от необразованите селяни и пастири. Въпреки това езикът на Обрадович представлява славяносръбска смесица, но не и народен език.
Печата като свое второ книжовно дело автобиографията си – „Живот и приключения на Димитри Обрадович, наречен в калугерство Доситей“.
През 1808 г. основава гимназия в Белград, която по-късно се преобразува в първия сръбски университет. Обрадович основава и богословска семинария.
Доситей Обрадович е първият сръбски министър на просвещението.
Умира в Белград на 28 март 1811 г.